# Eptesicus ulapesensis
Eptesicus ulapesensis es una especie de murciélago del género Eptesicus ubicado en la familia de los vespertiliónidos. Habita en regiones semiáridas de bajas altitudes en el centro-oeste del Cono Sur de Sudamérica.

## Taxonomía
Descripción original
Esta especie fue descrita originalmente en el año 2019 por los zoólogos Tatiana Sánchez, María Eugenia Montani, Ivanna Haydée Tomasco, María Mónica Díaz y Rubén Marcos Barquez.
Localidad tipo
La localidad tipo referida es: “Ulapes (a 1 km hacia el oeste de la plaza central) en las coordenadas: 31°34′35″S 66°14′55″O / -31.57639, -66.24861, a una altitud de 493 msnm, departamento General San Martín, La Rioja, Argentina”.
Holotipo
El ejemplar holotipo designado es el catalogado como: CML 11887 (número de campo: RTS 112); se trata de una hembra adulta que fue capturada el 6 de octubre de 2014 por Tatiana Sánchez y Eugenia Montani. Consta de piel, cráneo, mitad del esqueleto postcraneal y tejidos.
Etimología
Etimológicamente, el epíteto específico ulapesensis es un topónimo que refiere a la localidad del ejemplar tipo: Ulapes, en la provincia argentina de La Rioja.
Caracterización y relaciones filogenéticas
Eptesicus ulapesensis se distingue por la coloración de su pelaje, el cual es marrón-amarillento a dorado, el cual además presenta marcado contraste entre las porciones dorsal y ventral. El pelaje en el dorso es relativamente corto, alrededor de 6 mm. El antebrazo es grande, siendo mayor a 41 mm.

## Distribución y hábitat
Esta especie es endémica de la Argentina. Se distribuye en bosques del chaco árido en la región de Cuyo, en las provincias de La Rioja y Mendoza.
Al momento de su descripción, la especie solo era conocida de tres localidades: dique de Olta, Ulapes (ambas en la Rioja) y la reserva de biosfera de Ñacuñán (en Mendoza).